# Komturzy bałgijscy

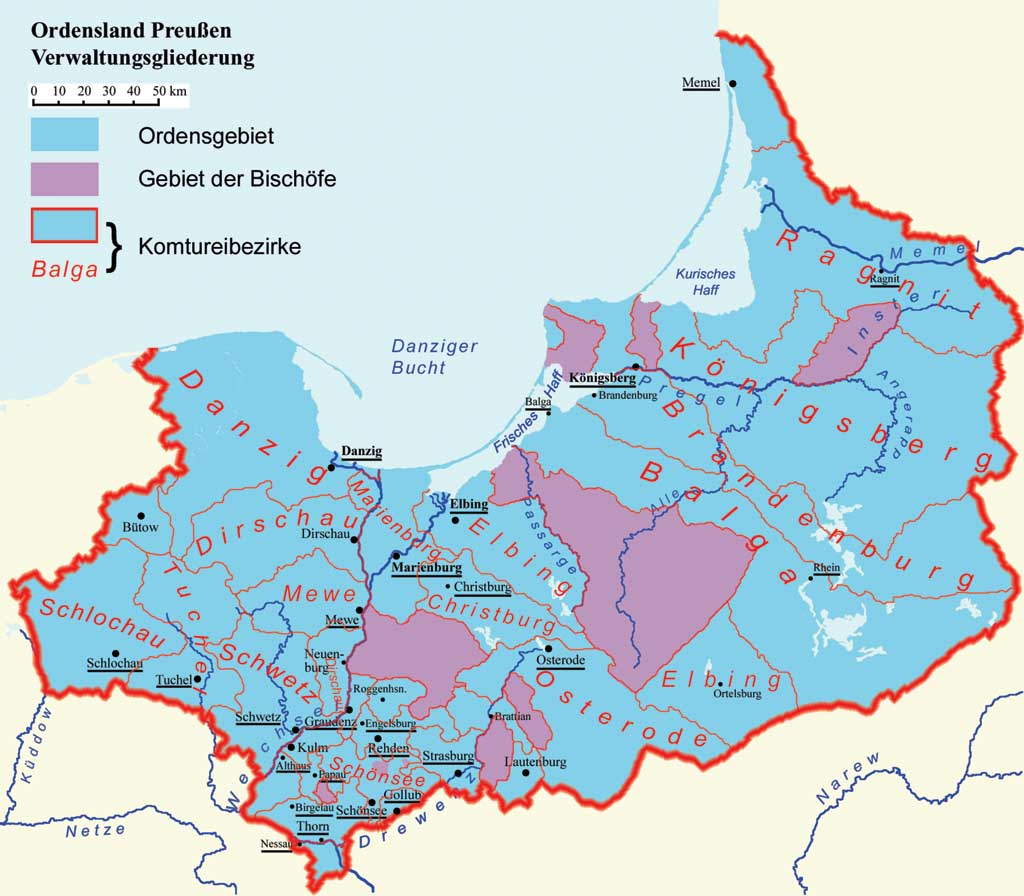
Podział państwa zakonnego na komturie

Chorągiew komturii Bałgi zdobyta pod Grunwaldem

Jest to chronologiczna lista komturów zakonu krzyżackiego sprawujących władzę w regionie Bałgi (dzisiejsze Wiesiołoje).
Komturzy bałgijscy:
- Meingot 1250–1251
- Werner von Battenberg 1257
- Bertold von Nordhausen 1258–1261
- Dytryk Roth 1262
- Henryk 1268
- Dytryk1276–1277
- Berlewin 1278-?
- Helwig von Goldbach 1279–1283
- Dytryk von Spier 1284
- Hartung 1284–1285
- Bertold Bruhaven 1288–1289
- Henryk von Dobien 1289–1292
- Henryk Zuckschwert 1292–1296
- Henryk von Werderthau 1296
- Zygfryd von Rechberg 1296–1300
- Henryk 1303
- Henryk von Plötzkau 1304
- Henryk von Eisenburg (von Eisenberg) 1308–1312
- Gunther von Arnstein 1313–1321
- Albert von Oer 1322-?
- Dietrich von Altenburg 1325–1331
- Heinrich Reuss von Plauen 1331
- Heinrich von Muro 1332–1337
- Dietrich von Speyer 1337–1341
- Winrich von Kniprode 1342–1343
- Dietrich von Blumenstein 1343–1346
- Siegfried von Dahenfeld 1346
- Ortulf von Trier 1346–1348
- Eckhart von Kulling 1349–1353
- Werner von Rundorf 1354-?
- Henning Schindekopf 1356–1360
- Ulrich Friecke 1361–1372
- Gottfried von Linden 1372–1374
- Dietrich von Elner 1374–1382
- Marquart von Larheim 1382–1383
- Friedrich von Egloffstein 1383–1387
- Arnold von Burgeln 1387–1392
- Konrad von Kyburg 1392–1396
- Ulrich von Jungingen 1396–1404
- Johann von Sayn 1404–1410
- Friedrich von Zollern 1410–1412
- Ulrich Zenger 1412–1418
- Helferich von Drahe 1419–1424
- Jost von Strupperg 1426–1431
- Heinrich von Sebenrode 1431–1432
- Erasmus von Fischborn 1432–1437
- Tammon Wolf von Spanheim 1437–1440
- Heinrich Reuss von Plauen 1440–1441
- Eberhard von Wesenthau 1441–1452
- Heinrich Solr von Richtenberg 1452–1459
- Siegfried Flach von Schwarzburg (wielki szatny zakonu) 1459–1481
- Erasmus von Reitzenstein (wielki szatny zakonu) 1481–1488
- Hieronymus von Gebsattel (wielki szatny zakonu) 1488–1495
- Heinrich Reuss von Plauen II (wielki szatny zakonu) 1495–1499